# 圣山湖
圣山湖是一个位于中国江苏省淮安市的淡水湖，面积约为2.82平方千米，属于淮河区。它的一级流域为淮河流域，二级流域为淮河干流水系。